# Santo Brasca

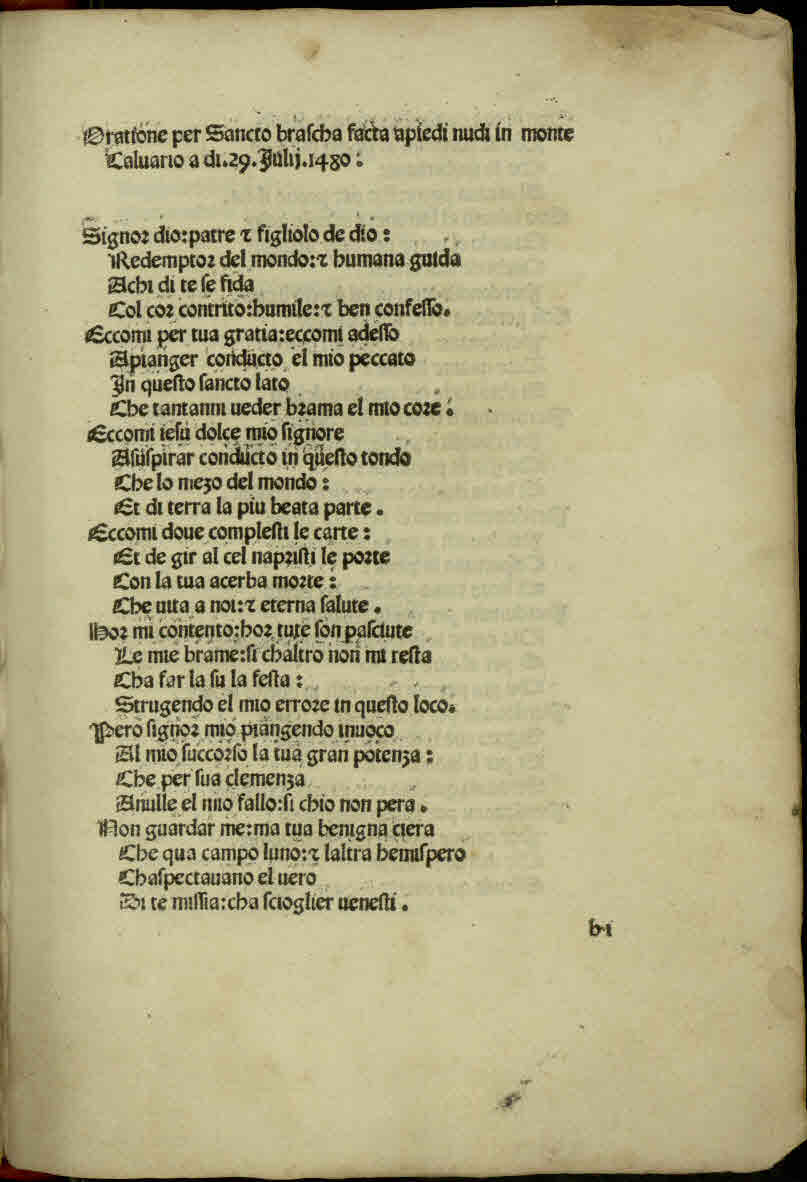
Orazione di Santo Brasca da Itinerario alla santissima città di Gerusalemme, 1481

Santo Brasca (Milano, 1444 – 10 dicembre 1522) è stato un diplomatico e viaggiatore italiano.

## Biografia
Nel 1464 diventò coadiutore nella cancelleria delle Entrate ordinarie per volere di Francesco Sforza dove nel 1476 Galeazzo Maria Sforza lo promosse al ruolo di cancelliere.
All'inizio del 1480 decise di intraprendere un viaggio in Terrasanta e il 29 aprile partì alla volta di Gerusalemme. Rientrò a Milano il 5 novembre 1480 e il resoconto del suo viaggio fu stampato a Milano nel 1481.
Continuò l'attività di cancelliere e successivamente intraprese carriera diplomatica. Rientrò a Milano alla fine del 1497 dopo essere stato a Genova, Lucca, nel Monferrato e infine in Germania alla corte di Massimiliano I d'Asburgo.
Morì dopo il 14 luglio 1522, data del suo ultimo testamento.

## Opere
- Itinerario alla santissima città di Gerusalemme, Milano, Leonard Pachel & Ulrich Scinzenzeler, 1481.
- Itinerario alla santissima città di Gerusalemme, Milano, Leonard Pachel, 1497.